# Macoma petalum
Macoma petalum is een tweekleppigensoort uit de familie van de Tellinidae. De wetenschappelijke naam van de soort is voor het eerst geldig gepubliceerd in 1821 door Valenciennes.
Rechter en linker klep van hetzelfde exemplaar:

Rechter klep
Linker klep